# Ciuleandra
Ciuleandra es una película de drama rumana de 1985 dirigida por Sergiu Nicolaescu. La película fue seleccionada como la entrada rumana a la Mejor Película en Lengua Extranjera en los 58.ª Premios de la Academia, pero no fue nominada.

## Reparto
| Actor              | Personaje    |
| ------------------ | ------------ |
| Ión Ritiu          | Puiu Faranga |
| Anca Nicola        | Madalina     |
| Ión Anghel         |              |
| Gheorghe Cozorici  |              |
| Alexandru Dobrescu |              |
| Corneliu Gîrbea    |              |
| Stefan Iordache    |              |
| Gilda Marinescu    |              |
| Romeo Pop          |              |